# Kari (księżyc)
Kari (Saturn XLV) – mały księżyc Saturna odkryty w 2006 roku przez Davida Jewitta, Scotta Shepparda i Jana Kleynę. Należy do tzw. grupy nordyckiej nieregularnych satelitów Saturna, poruszających się ruchem wstecznym po wydłużonych orbitach.
Nazwa księżyca pochodzi z mitologii nordyckiej. Olbrzym Kári był personifikacją wiatru.